# Nhục đậu khấu
Nhục đậu khấu (danh pháp hai phần: Myristica fragrans) còn gọi là ngọc khấu là một loài thực vật có hoa trong họ Nhục đậu khấu (Myristicaceae). Loài này được Houtt mô tả khoa học đầu tiên năm 1774. Gồm hơn 150 loài, phân bố ở Châu Á và phía tây Thái Bình Dương.
Các loài thương mại quan trọng nhất là Myristica fragrans (cây hạt nhục đậu khấu), từ đó làm ra gia vị mace (phần bao quanh hạt).

## Nguyên từ học
Tên gọi Myristica là từ tính từ tiếng Hy Lạp myristikos, có nghĩa là 'thơm, để xức dầu', đề cập đến việc sử dụng từ sớm. 
Tính từ xuất phát từ danh từ myron (n.đ. 'nước hoa'  hoặc 'thuốc mỡ'  hoặc 'dầu xức myron').